# Stauregelung
Eine Stauregelung erzeugt mittels Einbau von Staustufen verbesserte Wasserstandsverhältnisse für die Schifffahrt und/oder zur Wasserkraftnutzung in einem Fluss.

## Begriff

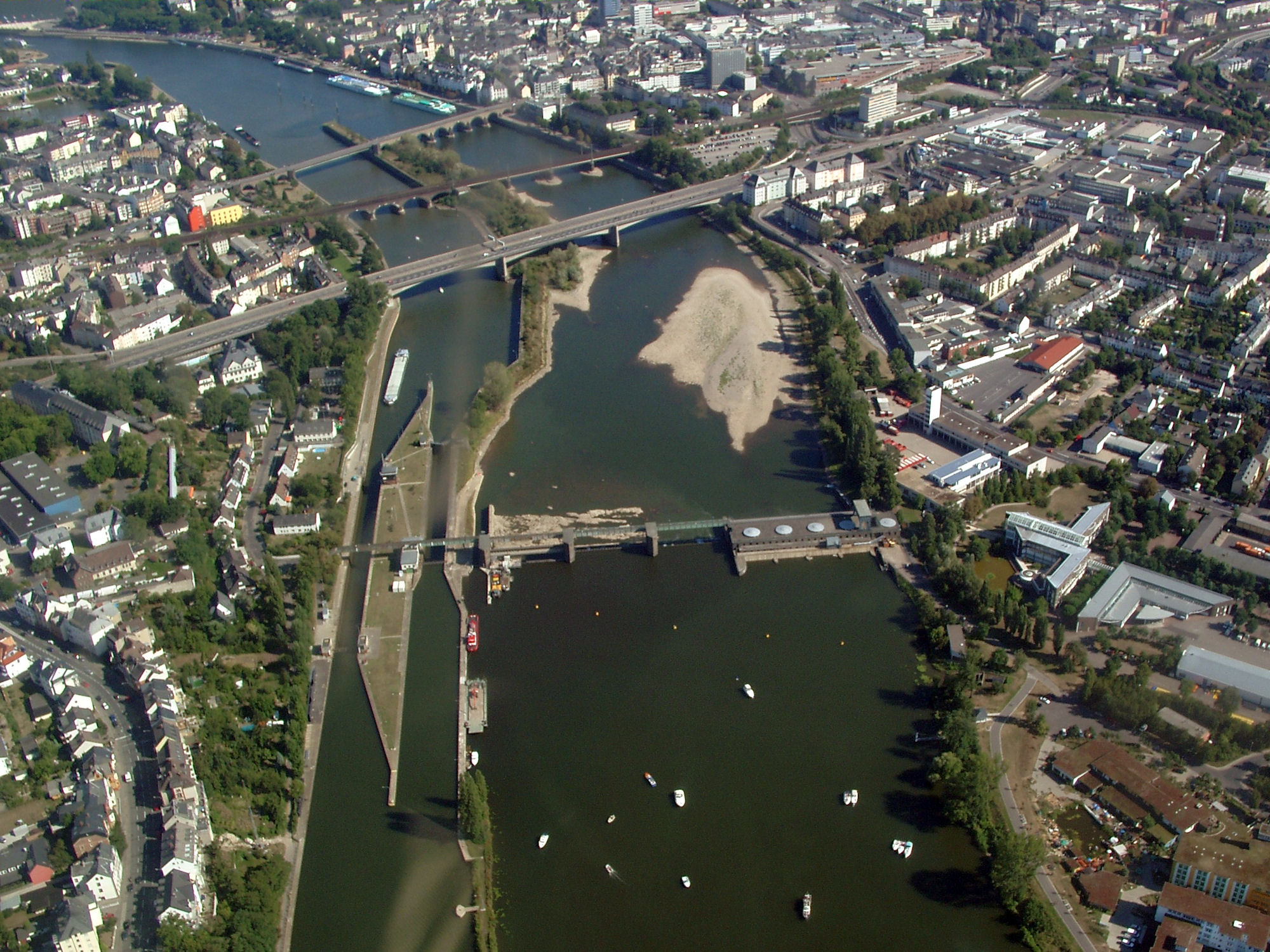
Mosel-Staustufe Koblenz von links: 2 Schiffsschleusen mit Trennmole und Trenndamm, Bootsschleuse, Wehr, Wasserkraftwerk und Fischaufstieg (Fließrichtung vom unteren Bildrand)

Früher wurden häufig die Begriffe Stauregelung und Kanalisierung synonym verwendet. Das Synonym Kanalisierung ist nach DIN 4054 (September 1977) aber nicht mehr anzuwenden, weil es zu dem Missverständnis führt, dass ein so ausgebauter Fluss zum Kanal wird. Die DIN definiert als Schifffahrtskanal eine Wasserstraße mit überwiegend künstlichem Gewässerbett (z. B. Dortmund-Ems-Kanal mit 72 %, Main-Donau-Kanal mit 70 %). Die Umwandlung eines natürlichen Wasserlaufs in einen Kanal („Kanalisierung“) war zu Beginn der Schiffbarmachung kleinerer Wasserläufe die Regel, ist jedoch bei den heutigen Schifffahrtskanälen nur noch in wenigen Fällen eingetreten, wie bei Elbe-Lübeck-Kanal, Finowkanal, Landwehrkanal und Werbellinkanal. Für diese Wasserstraßen ist kennzeichnend, dass sie an den Kanalstufen neben der Schleuse noch ein Wehr zur Abflussregelung haben (Schifffahrtskanäle haben normalerweise an den Kanalstufen als Absperrbauwerke nur Schleusen oder Hebewerke und ggf. Pumpwerke zur Speisung des Kanals sowie Bootsanlagen.)
Fast alle staugeregelten Flüsse in Deutschland haben dagegen überwiegend ein natürliches Gewässerbett behalten, auch wenn die Ufer zum Schutz gegen Sog und Wellenschlag der Schiffe befestigt wurden. Abschnitte mit künstlichem Gewässerbett sind in der Regel Durchstiche zum Abschneiden von Flussschleifen. Solche Durchstiche sind in vielen Fällen für den Einbau der Schleusen benutzt und werden dann Schleusenkanäle genannt (z. B. bei Main, Mosel, Mittelems und Mittelweser). In einigen Fällen gibt es Schleusenkanäle als Parallelstrecken zum Fluss (z. B. bei Elde und Neckar).

## Bauwerke
Eine Staustufe setzt sich aus mehreren Bauwerken zusammen, nämlich aus der
- Wehranlage[2] zur Hebung des Wasserstandes und zur Abflussregelung, oft mit einem Wasserkraftwerk kombiniert; bei Schleusenkanälen befindet sich das Wehr im Flussarm, dem sog. Wehrarm; bei breiten Flüssen kann ein Wehr durch einen Staudamm[2] ergänzt werden (z. B. Rhein-Staustufe Iffezheim),
- Schiffsschleusenanlage mit einer oder mehreren Schleusenkammern zum Überwinden des Höhenunterschieds der Staustufe, der Fallhöhe, indem durch Füllen oder Leeren der Schleusenkammer Schiffe gehoben oder gesenkt werden, gelegentlich kombiniert mit einem Wasserkraftwerk, integriert im Schleusenkanal oder in einem eigenen Kraftwerkskanal,
- Bootsanlage für kleine Wasserfahrzeuge, besonders Sportboote, in Form einer Bootsschleuse, Bootsgasse, Bootsschleppe oder Bootstreppe.[1]
- Fischpass,[3] der eine (sog. biologische) Durchgängigkeit für Fische gewährleisten soll. Ein Fischpass ist bisher in Deutschland jedoch nicht bei allen Stauanlagen integriert.

Wenn Wehr und Schleuse im Fluss nebeneinander liegen, sind die Schleusenzufahrten zum Schutz der Schiffe gegen die Wasserströmungen des Wehres durch Trennmolen/Trenndämme abgetrennt.
Die Strecke zwischen zwei benachbarten Staustufen ist die Stauhaltung; hiervon zu unterscheiden ist der Staubereich als Strecke oberhalb einer Staustufe, in der sich der Stau auf die Wasserstände auswirkt.

## Auswirkungen

### Hochwasser
Unzutreffend ist die Meinung, dass sich durch eine Stauregelung die Hochwasserstände erhöhen. Staustufen sind grundsätzlich durch die Breite und Anzahl der Wehröffnungen so bemessen, dass Hochwässer ungehindert abfließen können, also nicht gestaut werden.

### Naturschutz
Gegen eine Stauregelung gibt es von Seiten des Naturschutzes (siehe auch Gewässerschutz) eine Reihe gewichtiger Einwände. Dies zeigt besonders die jahrzehntelange Auseinandersetzung um die Stauregelung der in Deutschland letzten frei fließenden 70 km Donau zwischen Straubing und Vilshofen, für die Schifffahrt zweifellos ein „Flaschenhals“ in der Donau. Trotz des naturnahen Ausbaus von Flüssen in den letzten Jahrzehnten (z. B. Unterlauf der Altmühl) verändern sich durch die geänderten Wasserstände und Fließgeschwindigkeiten Flora und Fauna.
Die flussabwärtige Ausdehnung der tschechischen Stauregelung der Elbe durch den geplanten Bau der grenznah zu Deutschland gelegenen Staustufe Děčín stößt auf Widerstand besonders im benachbarten Sachsen. Unter anderem werden auch Nachteile für den unregulierten deutschen Oberlauf der Elbe befürchtet.